# Stosswihr
Stosswihr är en kommun i departementet Haut-Rhin i regionen Grand Est (tidigare regionen Alsace) i nordöstra Frankrike. Kommunen ligger i kantonen Munster som tillhör arrondissementet Colmar. År 2022 hade Stosswihr 1 328 invånare.

## Befolkningsutveckling
Antalet invånare i kommunen Stosswihr
| Referens: INSEE |